# 이토 요시마스
이토 요시마스(일본어: 伊東義益, いとう よします)는 휴가 이토 씨 11대 당주이다. 이토 요시스케의 차남이며 동생 스케타카가 있다. 아명은 虎房丸. 관위는 사쿄노다이부(左京大夫).
- 출생 : 덴분15년(1546년)
- 사망 : 에이로쿠12년(1569년)

형이 요절하는 바람에 후계자로 정해졌고, 도노코리 성주가 되어 요시스케의 후견을 맡았다. 지용을 겸비한 인물로 거기에 온후한 성격까지 갖춘 덕에 아버지 이상으로 가신단과 민중에게서 사랑을 받았다. 가독 상속 후에도 당주로서 계속 도노코리에 머무르며 사도와라의 아버지・요시스케와 함께 양두정치를 행한다.
1569년 도노코리의 이와사키 이나리 신사(岩崎稲荷)에 들어가 기도를 하는 중 병에 걸려 사망한다. 도노코리 성 내의 모든 사람이 머리를 깎아 그의 극락왕생을 비는, 매우 이례적인 장례식이 벌어졌다.
아내는 이치조 후사모토의 딸로, 그녀와의 사이에 이토 요시카타・스케카쓰 형제와 딸 하나(阿虎の方, 동생・이토 스케타카의 정실)를 두었다. 다른 측실이 있었다는 이야기도 전해지지만 이토 씨의 가계도에는 기재되어있지 않아 상세한 사항은 불명이다.
| 전임 이토 요시스케 | 휴가 이토 씨 당주 | 후임 이토 스케타카 |